# Железницы
Железницы — деревня в Рыбновском районе Рязанской области. Входит в состав Пионерского сельского поселения.

## География
Деревня расположена к югу от Зарайска на берегу реки Осётр на границе Московской и Рязанской областей. В 22 км к востоку находится посёлок Пионерский, в 57 км в северо-востоку — город Рыбное.
Ближайшая железнодорожная станция — 18 км на участке Рязань — Узуново.

## История
В качестве сельца Железницы упоминаются в приправочных книгах 1616 года и значатся в вотчине за Федором Ивановым сыном Фомина. Богородицерождественская церковь в селе упоминается в окладных книгах 1676 года, где при ней числилось 47 приходских дворов, в числе которых было 19 дворов боярских. В 1714 году в селе построена деревянная церковь. 
До революции село называлось Железниково и делилось на две части. Одна часть принадлежала барыне Обуховской, а вторая Строгоновым. После революции Строгоновы оставили своё имущество. Дома, принадлежавшие богатым людям, были снесены. Земли и сады были переданы совхозу. После распада СССР сады стали заброшенными.
В XIX — начале XX века село входило в состав Белыничевской волости Зарайского уезда Рязанской губернии. В 1905 году в селе было 44 двора.
С 1929 года село являлось центром Железницкого сельсовета Рыбновского района Рязанского округа Московской области, с 1937 года — в составе  Рязанской области, с 2015 года — в составе Пионерского сельского поселения.

## Население
| 1859 | 1906 | 2010 |
| ---- | ---- | ---- |
| 351  | ↘261 | ↘44  |

## Археология
Железницкий (иногда Зарайский) клад серебра весом более трёх фунтов был найден близ села Железницы на реке Осетре в 1855 году. Местный купец А. П. Бахрушин передал находку в Московское общество истории и древностей российских. Состав железницкого клада: 258 куфических, в основном аббасидских, дирхемов второй половины IX века, две шейные гривны, шесть браслетов, пять серег, восемь височных колец.  Лучевые серьги (височные кольца) из Супрут и Железницкого клада относятся ко второму этапу развития, во время которого шёл активный поиск новых форм и сочетаний элементов, о чём свидетельствует разнообразие типов украшений. Ранние лучевые височные кольца, послужившие прототипами семилучевых и семилопастных укражений радимичей и вятичей, имеют дунайское происхождение.